# Cryptotis colombiana
Cryptotis colombiana es una especie de musaraña de la familia soricidae.

## Distribución geográfica
Es Endémica de Colombia, donde se le conoce en la Cordillera Oriental en el departamento de Antioquia, en elevaciones  entre 1.750 y 2.800 m .  Vive en bosques montanos y áreas cultivadas.